# Diego Andrés Bermúdez
Diego Andrés Bermúdez Penabad (Puentes de García Rodríguez, La Coruña, España, 19 de junio de 1982), más conocido en el mundo del fútbol como Bermúdez, es un exfutbolista español. Jugaba como lateral izquierdo. Es parte del famoso "Alcorconazo".

## Trayectoria
Formó parte de las Categorías Inferiores del Celta de Vigo, es hijo de José Antonio Bermúdez (jugador del Calvo Sotelo, Perlío y Racing de Ferrol en los años setenta), Bermúdez despuntó desde niño, no en vano, con el Endesa As Pontes fue campeón de Liga y Copa de Ferrol en categoría alevín en los años 1993 y 1994, en infantiles en 1995 y 1996 y campeón de la Liga de Ferrol cadete en 1998. 
Militó en equipos como Compostela, Arteixo, Móstoles, Osasuna B y Leganés. En la temporada 09-10 recala en el AD Alcorcón. Siendo titular y estando presente en la victoria 4-0 contra el Real Madrid. Ese año juega la fase de ascenso a segunda división, logrando el ascenso.
Bermúdez en las temporada 2010-2012 siguió en el Alcorcón en Segunda División. Jugando asiduamente.
En 2012 ficha por el Cádiz C. F. para la temporada 2012-2013.
Tras graves problemas con las lesiones y tras la falta de ofertas que le satisfagan, al finalizar la temporada decide abandonar el fútbol e irse a vivir a Sídney.

## Clubes
- Viveiro Club de Fútbol (01-02)
- Racing Club Villalbés (02-03)
- Sociedad Deportiva Compostela (03-04)
- Atlético Arteixo (04-05)
- Club Deportivo Móstoles (05-06)
- Club Atlético Osasuna "B" (06-07)
- Club Deportivo Leganés (07-09)
- Agrupación Deportiva Alcorcón (09-12)
- Cádiz C. F. (12-13)